# Exyra ridingsii
Exyra ridingsii là một loài bướm đêm trong họ Noctuidae.